# Orune
Orune (Orùne o Urùne in sardo) è un comune italiano di 2 049 abitanti della provincia di Nuoro in Sardegna.

## Geografia fisica

### Territorio
Il paese di Orune dall'alto dei suoi 800 metri sul livello del mare raggiunti dal rione Cuccuru 'e Teti, appare come un balcone affacciato alla vallata del rio Isalle da dove si può intravedere un panorama che spazia dal Massiccio del Mont’Albo, al Mare della Baronia di Orosei, alla catena del Gennargentu nella Barbagia di Ollolai, fino ai Monti del Marghine. Inoltre dalla cima di Cucumache, 909 metri di altezza che etimologicamente significa punto di Guerra, per la sua vastità di vedute si può allargare la vista fino alle lontana Gallura, il Logudoro e alle più vicine regioni del Monte Acuto e del Goceano.
Nel suo vasto territorio (128 km quadrati, dei quali 64 di proprietà del comune e i restanti di proprietà di privati) vi sono splendidi boschi di quercia da sughero, leccio e roverella. Dal punto di vista altimetrico, il territorio comunale è compreso tra i 99 metri s.l.m. della valle di Isàlle e i 914 metri s.l.m. di Cùccuru 'e su piràstru.

## Storia

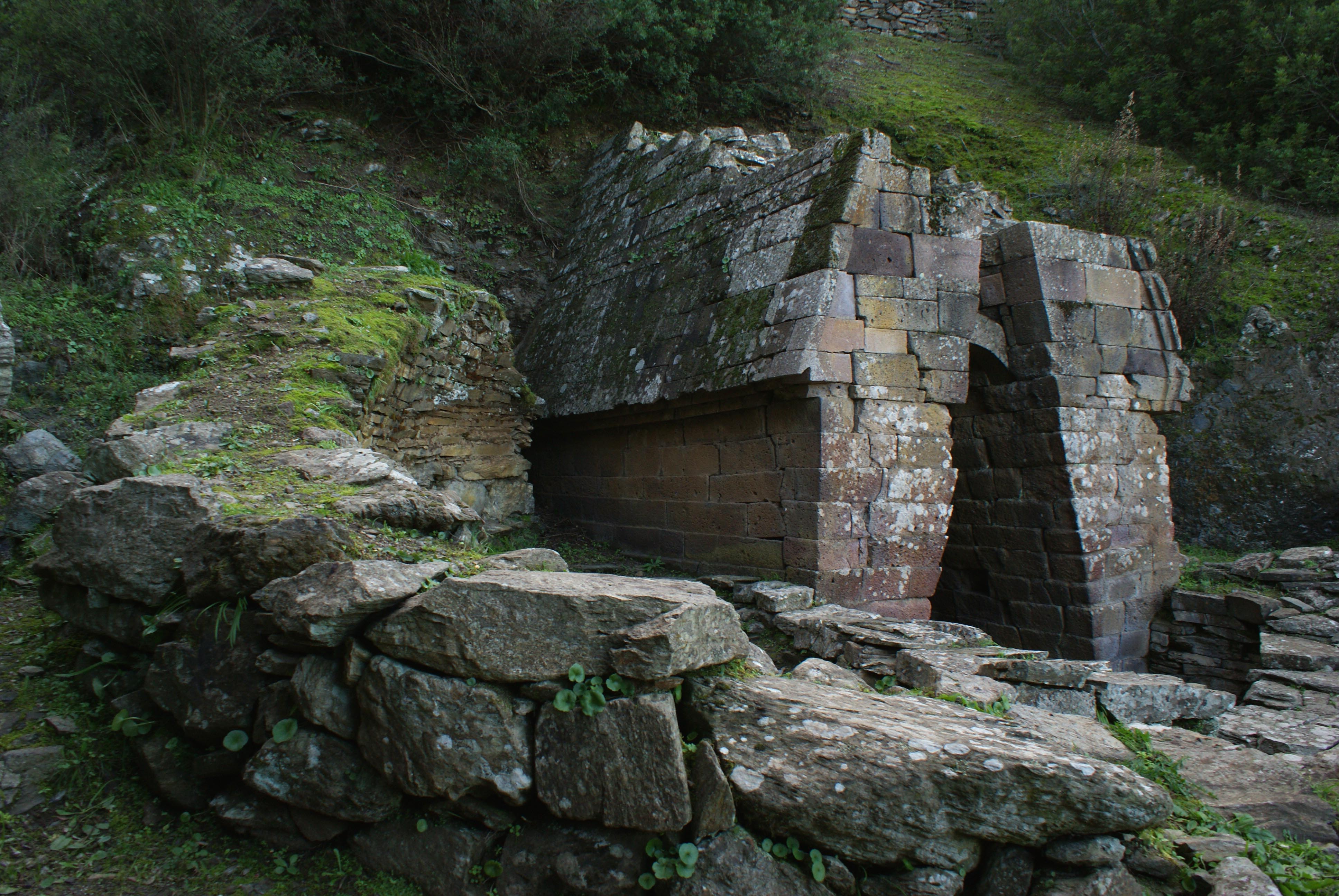
Su Tempiesu

L'area fu abitata già in epoca prenuragica e nuragica, per la presenza sul territorio di alcune domus de janas, tombe dei giganti, nuraghi e pozzi sacri, siti ricchi di numerosi reperti archeologici.
In epoca medievale appartenne al Giudicato di Torres e fece parte della curatoria del Goceano e alla diocesi di Castro. Alla caduta del giudicato (1259) entrò a far parte del giudicato di Arborea sotto il quale dal 1339 fece parte della contea del Goceano, e all'estinzione del casato giudicale passò al Marchesato di Oristano. Alla definitiva sconfitta del marchesato (1478) tutta la contea del Goceano passò sotto il dominio aragonese, ove divenne un feudo regio. Fu riscattato agli ultimi feudatari nel 1839 con la soppressione del sistema feudale. Proprio per questo alcuni studiosi sostengono che Orune sia ultimo centro del Goceano. A vantaggio di questa ipotesi viene in aiuto la parlata orunese che è ha molte affinità con il sardo Logudorese parlato in quelle zone con le desinenze che finiscono in di, da, de.
Nella seconda metà dell'800 Orune fu protagonista di una violenta faida con il comune vicino di Bitti conclusasi ufficialmente con le "Paci di San Giovanni" grazie all'impegno delle amministrazioni locali ed istituzioni religiosi. Tra i firmatari e promotori spicca la presenza di Pietro Monni-Serra.

### Simboli
Lo stemma e il gonfalone del comune di Orune sono stati concessi con decreto del presidente della Repubblica del 18 novembre 2004.
Il gonfalone è un drappo di bianco.

## Monumenti e luoghi d'interesse

### Architetture religiose
La chiesa parrocchiale è dedicata a Santa Maria Maggiore, Nostra Segnora de sa Nivada chiamata comunemente Santa Maria o Santa Maria Bella. Il tempio attuale venne costruito tra il 1847 e il 1855 su iniziativa del rettore Francesco Angelo Satta Musio, e arricchito nei cinque anni successivi dalle tempere murali del pittore cagliaritano Antonio Caboni che ne fanno una delle chiese neoclassiche tra le più interessanti dell’isola.
Delle 16 chiese presenti nella ricostituzione della diocesi di Galtellì-Nuoro del 1779 restano in piedi quella della Vergine dell'Altura comunemente detta di Santa Caterina d'Alessandria, riedificata per tre volte, l'ultima nel 1860 e restaurata nel 2018 e la Vergine della Difesa comunemente detta della Consolata. Nel Salto di Orune restano i ruderi della chiesa di Santa Lulla - Eulalia - Parrocchia, del paese scomparso di Dilissorre e Santu Pred'Anzelu - San Pietro Martire - Parrocchia, del paese distrutto di Gulinneri appartenuti entrambi alla vecchia Sede diocesana di Galtellì a cui Orune non appartenne. Ruderi in località Sant'Efis fanno intravedere i resti dell'antica chiesa di Sant'Efisio e a su Pradu dietro il campo sportivo, le fondamenta di parte della chiesa dedicata alla Vergine d'Itria.

### Architetture civili
Di interesse architettonico sono s'Untana Manna, la fonte grande, del 1899 con la gradinata in granito che conduce alla piazza Remigio Gattu, dove si affaccia il palazzo comunale del 1884 e attiguo a esso il complesso monumentale di Casa Murgia.

### Siti archeologici
In prossimità del paese sono presenti importanti siti di epoca nuragica: 
- la fonte sacra nota come Su Tempiesu, in località Sa costa 'e sa binza
- Dolmen di Istithi
- Dolmen Su Urreddu o Erthola

Di epoca romana imperiale: 
- Il "Vicus", in località Sant'Efis, dove sono stati rinvenuti monete, utensili e un preziosissimo calice di vetro lavorato, raffigurante gli Apostoli e Gesù che consegna il rotolo delle leggi a San Paolo.

## Società

### Evoluzione demografica
Abitanti censiti

### Lingue e dialetti
La parlata orunese è una tra le più conservative della lingua sarda: la si può catalogare come variante arcaica del sardo logudorese (Nuorese). Ha la particolarità della s sorda unica in Sardegna uguale alla parlata Castigliana.

### Tradizioni e folclore
Le feste più importanti sono:
- Nostra Segnora de su Cramminu (Beata Vergine del Monte Carmelo), festeggiata l'ultima domenica di agosto;
- Nostra Segnora 'e su Cossòlu (Beata Vergine della Consolazione), festeggiata il primo lunedì di agosto;
- Santu Biàssu Duttòre (San Biagio), festeggiata il 3 di febbraio;
- Santu Sidore (Sant'Isidoro Agricoltore), festeggiato la seconda o terza domenica di maggio;
- Su Segnore (Corpus Domini), festeggiato a maggio o giugno a seconda del calendario cattolico romano;
- Sant'Antoni 'e su Ocu (Sant'Antonio Abate), festeggiato il 16 e il 17 gennaio.

- La Vergine dell'Altura il 12 settembre.

La festa della titolare della parrocchia cade il 5 agosto ma in suo onore non vengono svolti festeggiamenti solenni in quanto in quei giorni la comunità si ritrova a festeggiare la Madonna sotto il titolo di su Cossolu, la Vergine Consolata che consola, incoronata solennemente da Monsignor Pietro Meloni il 2 aprile 2005 al termine della Pellegrinatio Mariae che ha visto la Santa Vergine visitare per 18 mesi tutte le famiglie orunesi.

## Cultura

### Musica
È uno dei centri in cui è più viva la tradizione del canto a tenore o Cuncordu, forma canora dichiarata Patrimonio dell'Umanità dell'UNESCO.
Famosi in tutta l'isola sono il "Tenore Santa Lulla" (non più attivo) e il "Tenore Folk Studio" (non più attivo), noto come "Su tenore 'e Vittorièdda". In quest'ultimo cantava come "contra" Vittorio Montesu, da molti appassionati considerato "sa menzus contra 'e su munnu" (la miglior "contra" della Sardegna, e, quindi, del mondo).
Di più recente formazione ma ugualmente impeccabili nell'esecuzione canora sono il "Tenore S'Arborìnu", il "Tenore Nunnale" e il "Tenore Santu Sidore".

### Eventi
Da segnalare la rassegna di Autunno in Barbagia che chiude il circuito delle Cortes Apertas proprio a Orune nel terzo fine settimana di dicembre

## Economia
Ha un'economia prevalentemente pastorale e artigianale, che si distingue soprattutto per la produzione di tappeti.

## Amministrazione
| Periodo          | Periodo          | Primo cittadino       | Partito                                         | Carica  | Note   |
| ---------------- | ---------------- | --------------------- | ----------------------------------------------- | ------- | ------ |
| 23 aprile 1995   | 16 novembre 1997 | Bachisio Goddi        | liste civiche di centro-sinistra                | Sindaco | [ 8 ]  |
| 16 novembre 1997 | 26 maggio 2002   | Francesco Berria      | sinistra                                        | Sindaco | [ 9 ]  |
| 26 maggio 2002   | 27 maggio 2007   | Francesco Berria      | liste civiche di centro-sinistra                | Sindaco | [ 10 ] |
| 27 maggio 2007   | 10 giugno 2012   | Francesca Zidda       | lista civica                                    | Sindaco | [ 11 ] |
| 10 giugno 2012   | 11 giugno 2017   | Michele Mario Deserra | lista civica "Libertà è Partecipazione"         | Sindaco | [ 12 ] |
| 11 giugno 2017   | 13 giugno 2022   | Pietro Deiana         | lista civica "Orune: Insieme per Ripartire"     | Sindaco | [ 13 ] |
| 13 giugno 2022   | in carica        | Giovanna Porcu        | lista civica "Continuità e progresso per Orune" | Sindaco | [ 14 ] |